# José María Alfaro Zamora
José María Alfaro Zamora (Alajuela, 20 de marzo de 1799-12 de junio de 1856) fue un hacendado, comerciante y político de Costa Rica. Llegó a ser jefe de Estado de 1842 a 1844 y de 1846 a 1847, y presidente del Estado del 1° al 8 de mayo de 1847.

## Datos personales
Nació en Alajuela, el 20 de marzo de 1799. Sus padres fueron Juan Antonio Alfaro y Arias y María Damiana Zamora y Flores. Fue hermano mayor del general Florentino Alfaro Zamora. Casó en Alajuela el 19 de mayo de 1825 con doña María Josefa Sandoval y Jiménez. De este matrimonio nacieron José Joaquín Alfaro Sandoval, una hija que murió en la infancia, y Calixto Alfaro Sandoval. Hijo del primero fue el poeta José María Alfaro Cooper.
Fue el primer gobernante de Costa Rica nacido en Alajuela.

## Actividades privadas
Fue agricultor y empresario. Tuvo tierras dedicadas al cultivo del café y un aserradero en Itiquís, cerca de Alajuela. También participó en una empresa maderera en Jinotepe, Nicaragua.

## Primeros cargos públicos
Fue diputado suplente por Alajuela (1825-1827), alcalde segundo de Alajuela (1828), diputado propietario por Alajuela (1829-1831), magistrado suplente de la Corte Superior de Justicia (1831-1832), diputado propietario por Heredia (1834-1836), jefe político del Departamento Occidental (1841), magistrado de la Cámara Judicial (1841-1842) y magistrado propietario de la Corte Superior de Justicia (agosto-septiembre de 1842).

## Jefe de Estado
El 27 de septiembre de 1842, en una junta de personalidades convocada por el jefe de Estado Antonio Pinto Soares, José María Alfaro Zamora fue designado como jefe de Estado provisorio hasta 1844.
Durante su gestión se construyó la carretera de San José a Puntarenas; y en 1843 estableció la Sociedad Económica Itineraria, entidad encargada de construir y mejorar las vías terrestres. Además, fundó la Universidad de Santo Tomás en 1843, y emitió la Constitución de 1844, y fundó el periódico "Mentor costarricense".
En las elecciones de 1844 obtuvo un elevado número de votos, pero fue derrotado por Francisco Oreamuno Bonilla. El 21 de noviembre de 1844 entregó el poder a Oreamuno, como jefe de Estado elegido para el período 1844-1848.

## Jefe de Estado por segunda vez
El 7 de junio de 1846, un golpe militar lo proclamó nuevamente como jefe supremo provisorio. Durante esta segunda administración se declaró a Puntarenas puerto libre y se emitió la Constitución de 1847. En las elecciones de 1847 obtuvo un elevado número de votos, pero fue derrotado por José Castro Madriz.

## Primer presidente del Estado
El 1° de mayo de 1847 asumió el título de presidente del Estado, establecido en la Constitución aprobada el 21 de enero de ese año. Fue por consiguiente el primer presidente del Estado de Costa Rica.

## Cargos posteriores
En mayo de 1847 pasó a ocupar el cargo de vicepresidente del Estado, pero hubo de renunciar pocos meses después. Acusado de haber tomado parte en una conspiración, fue confinado en Térraba y posteriormente se trasladó a residir a Panamá. A su regreso a Costa Rica se abstuvo de participar en política.
Fue magistrado de la Corte Suprema de Justicia de Costa Rica desde 1856 hasta su muerte.

## Muerte
Murió en Alajuela, el 11 de junio de 1856 a los 57 años de edad, víctima de la epidemia del cólera. Su esposa había fallecido pocos días antes, víctima de esa enfermedad.